# Boiga multifasciata
Boiga multifasciata är en ormart som beskrevs av Blyth 1861. Boiga multifasciata ingår i släktet Boiga och familjen snokar. Inga underarter finns listade.
Arten förekommer i två regioner i Himalaya. Den första väster om Nepal i nordvästra Indien och den andra i östra Nepal, Bhutan och angränsande områden av Indien. Boiga multifasciata vistas i regioner som ligger 1525 till 3050 meter över havet. Denna orm lever i skogar. Honor lägger ägg.
Skogens omvandling till jordbruksmark i delar av utbredningsområdet antas vara ett hot mot beståndet. Boiga multifasciata är allmänt sällsynt. IUCN kategoriserar arten globalt som otillräckligt studerad.